# Carl Charlier
Carl Vilhelm Ludwig Charlier (Östersund, 1 de abril de 1862 — Lund (Suécia), 5 de novembro de 1934) foi um astrônomo sueco.
- Medalha James Craig Watson (1924)
- Medalha Bruce (1933)

Epônimos
- Charlier (cratera lunar)
- Asteroide 8677 Charlier
- Polinômios de Charlier

## Publicações
- Carl Ludwig Charlier: 	Die Mechanik des Himmels, 1902-1907, Leipzig: Veit, (2 volumes) (2nd edition in 1927)
- Lectures on Stellar Statistics. Charlier. 1921